# Allmänna konferensen för mått och vikt
Allmänna konferensen för mått och vikt (av franska Conférence générale des poids et mesures, CGPM), är meterkonventionens högsta beslutande organ och fastställer definitionerna i Internationella måttenhetssystemet (SI). Det sammanträder i Paris med fyra till sex års mellanrum.
Under CGPM lyder det permanenta kontoret Internationella byrån för mått och vikt (Bureau international des poids et mesures, BIPM) med säte i Sèvres i Frankrike. BIPM:s uppgift är att mellan CGPM-konferenserna förbereda de beslut som ska tas, samt att internationellt verka för genomförande av de beslut som tagits av CGPM.